# راسل (نام خانوادگی)
راسل یک نام خانوادگی‌ست. افراد شاخص با این نام از این قرارند:
- برتراند راسل: فیلسوف و ریاضیدان فقید بریتانیایی.
- چارلز راسل: دیپلمات فقید آمریکایی.
- ویلیام هوارد راسل: روزنامه نگار فقید ایرلندی.
- بیل راسل: مربی بسکتبال آمریکایی(زنده).
- کری راسل: بازیگر آمریکایی(زنده).
- استوارت راسل: نویسنده و دانشمند آمریکایی(زنده).